# 香川県道177号円座香西線
香川県道177号円座香西線（かがわけんどう177ごう えんざこうざいせん）は、香川県高松市を通る一般県道である。

## 概要
御厩交差点 - 香川県道171号国分寺太田上町線交点間は南行一方通行のため、起点から終点（円座から香西方向）への全線走破は不可能である。
最末端部の香西小学校北角 - 終点間は通学時間帯には車両の乗り入れが禁止される。

### 路線データ
- 起点：香川県高松市円座町（香川県道12号三木国分寺線交点）
- 終点：香川県高松市香西本町（香川県道16号高松王越坂出線交点）
- 総延長：7.024 km

## 路線状況

### 重複区間
- 香川県道175号衣掛郷東線（高松市鬼無町鬼無）
- 香川県道33号高松善通寺線（高松市鬼無町藤井 - 高松市鬼無町是竹）

## 地理

### 通過する自治体
- 高松市

### 交差する道路
| 交差する道路                          | 交差する場所 | 交差する場所 |
| ------------------------------------- | ------------ | ------------ |
| 香川県道12号三木国分寺線              | 円座町       | 起点         |
| 香川県道178号山崎御厩線               | 檀紙町       |              |
| 香川県道171号国分寺太田上町線         | 御厩町       |              |
| 国道11号                              | 御厩町       | 御厩町交差点 |
| 香川県道175号衣掛郷東線 重複区間起点  | 鬼無町鬼無   |              |
| 香川県道175号衣掛郷東線 重複区間終点  | 鬼無町鬼無   |              |
| 香川県道33号高松善通寺線 重複区間起点 | 鬼無町藤井   |              |
| 香川県道33号高松善通寺線 重複区間終点 | 鬼無町是竹   |              |
| 香川県道16号高松王越坂出線            | 香西本町     | 終点         |

### 交差する鉄道
- 予讃線

### 沿線
- 香川県農業協同組合檀紙支店
- 高松市立檀紙小学校
- 高松市立檀紙幼稚園
- JR四国予讃線 鬼無駅
- 高松市立香西小学校